# Kayne Vincent
Kayne Vincent (Auckland, 1988. október 29. –) új-zélandi válogatott labdarúgó.

## Nemzeti válogatott
Az új-zélandi válogatottban 1 mérkőzést játszott.

## Statisztika
| Új-zélandi válogatott | Új-zélandi válogatott | Új-zélandi válogatott |
| Időszak               | Mérk.                 | gól                   |
| --------------------- | --------------------- | --------------------- |
| 2014                  | 1                     | 0                     |
| Összesen              | 1                     | 0                     |